# 安村通晃
安村 通晃（やすむら みちあき、1947年 -）
は、日本の工学者。理学博士。慶應義塾大学名誉教授。慶應義塾大学環境情報学部教授兼大学院政策・メディア研究科委員、慶應義塾大学湘南藤沢キャンパスインタラクションデザインラボ代表を歴任。
専門分野は、インタラクションデザイン、アクセシビリティ、計算機科学。

## 経歴
1971年東京大学理学部物理学科卒業、1973年東京大学理学系研究科修士課程（情報科学専攻）修了、同博士課程（情報科学専攻）進学。1975年〜1977年UCLAに留学。1978年東京大学理学系研究科博士課程（情報科学専攻）を単位取得退学。同年日立製作所中央研究所に入社。1981年同研究員。1985年同主任研究員。
1988年東京大学博士（理学）を取得。学位論文の題は　「プログラム変換に基づくコンパイラ最適化に関する研究」。 
1990年慶應義塾大学環境情報学部助教授。1994年同教授。大学院政策・メディア研究科委員を兼任。
2013年慶應義塾大学環境情報学部を定年退職し、名誉教授となる。
日立製作所中央研究所在籍時代に、スーパーコンピュータS-810のベクトル化Fortranコンパイラを開発。情報処理推進機構（IPA）未踏ユースのプロジェクトマネジャーを2006年下から2009年まで勤める。
日本ソフトウェア科学会理事、ヒューマンインタフェース学会理事、プログラミングシンポジウム幹事、WISSプログラム委員長、情報処理学会CS領域委員長、bit編集委員、などを歴任。

## 著書
『プログラミングセミナー』、『読み書きコンピュータ』、訳書にドナルド・ノーマンの『エモーショナルデザイン』、『インビジブルコンピュータ』、『未来のモノのデザイン』、『複雑さと共に暮らす』、『誰のためのデザイン？　増補・改訂版』、『より良い世界のためのデザイン』および、『クロフォードのインタラクティブデザイン論』、グラハム・クヌース・パタシュニクの『コンピュータの数学』（第２版）、コプライエンの『C++プログラミングの筋と定石』、メイヤーズの『新改訂版More Effective C++』、ジョゼフ・ラザーロの『アダプティブテクノロジー』、ハンターの『コンパイラ構成論』などがある。